# Fondation David-et-Lucile-Packard
La fondation David-et-Lucile-Packard (en anglais David and Lucile Packard Foundation) est une 
fondation américaine de droit privé qui accorde des subventions à des personnes ou des  organisations sans but lucratif.  Elle a été créée en 1964 par David Packard (cofondateur de Hewlett-Packard) et sa femme Lucile Salter Packard.  Après la mort de David Packard en 1996, la fondation devient la bénéficiaire d'une partie de sa succession.  Les objectifs de la fondation sont de permettre, au moyen de financements, d'« améliorer la vie des enfants, des familles et des communautés - et restaurer et protéger notre planète »,. En 2015, la fondation David-et-Lucile-Packard était la 11e fondation la plus riche des États-Unis ; en 2016, elle occupait la 22e place.

## Aspects financiers
En décembre 2015, le portefeuille des investissements de la fondation s'élevait 6,7 milliards de dollars. Des bourses et subventions accordées s'élevaient, pour 2015, à 307 millions de dollars.

## Domaines de subvention
La majorité des subventions sont réparties entre quatre grands secteurs de programmes : conservation (par exemple le parc d'État Coast Dairies) et science ; population et santé reproductive ; enfants, familles et communautés ; et subventions locales. La fondation déploie également des missions d'investissement pour étendre l'impact des subventions en accordant des prêts et des prises de participation en vue d'atteindre les objectifs des programmes.

## Bourses Packard en sciences et ingénierie
En 1988, la Fondation a créé les bourses Packard en sciences et ingénierie afin d'offrir aux scientifiques et ingénieurs en début de carrière les plus prometteurs du pays un financement de recherches  en sciences et ingénierie. Chaque année, la Fondation invite les recteurs de 50 universités à nommer deux professeurs en début de carrière dans leurs établissements respectifs. Un comité consultatif composé d'éminents scientifiques et ingénieurs examine les candidatures et sélectionne autour de seize boursiers qui recevront des subventions individuelles de 875 000 $, réparties sur cinq ans. Certains des  boursiers Packard ont reçu, par la suite ou en même temps, d'autres prix et distinctions honorifiques, dont le prix Nobel, la médaille Fields, le prix Alan T. Waterman (en) et le prix MacArthur, une bourse Sloan, une bourse du  Searle Scholars Program (en) ou une bourse Guggenheim.

## Articles liés
- David Packard
- Packard Humanities Institute
- Liste des fondations les plus riches (en)
- William and Flora Hewlett Foundation (en), fondation de l'autre créateur de Hewlett-Packard.